# Anthreptes gabonicus
Anthreptes gabonicus là một loài chim trong họ Nectariniidae.

## Hình ảnh

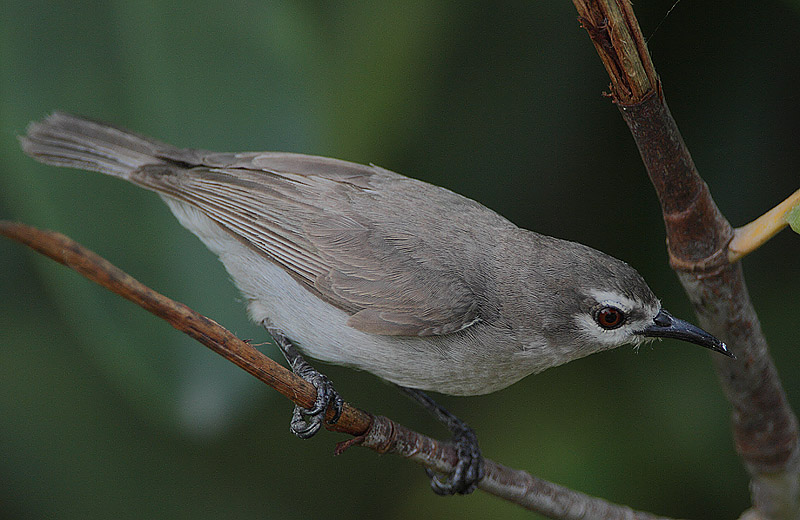
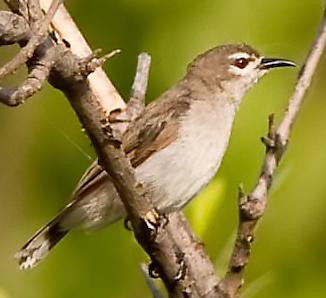
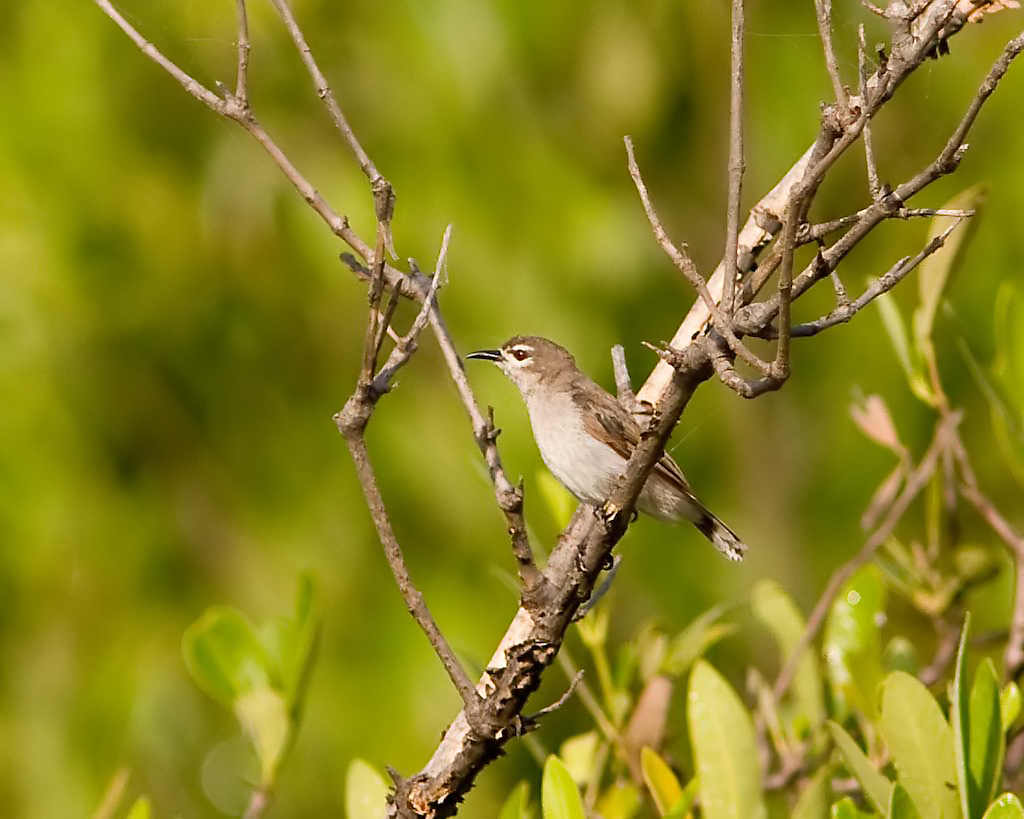